# Wilmette (Illinois)
Wilmette er en by i delstaten Illinois i USA med 27.087 indbyggere (2010). Byen ligger i den nordlige udkant af Stor-Chicago. Byen ligger ca. 23 km fra Chicagos centrum, og ligger 5 km fra Chicagos nordlige grænse mod staten Wisconsin.